# Sultanato de Socoto

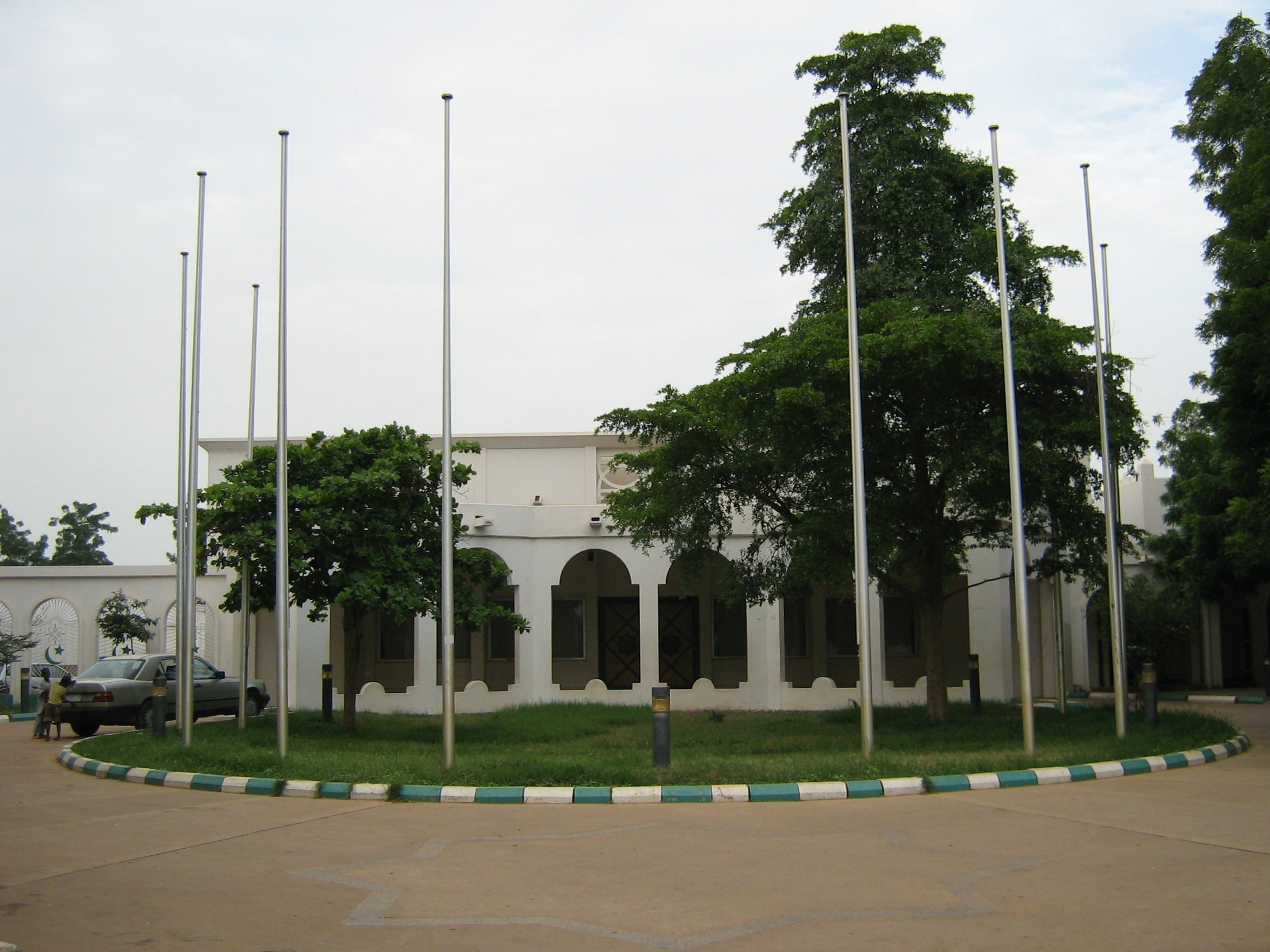
A entrada para o palácio do sultão, Socoto, Nigéria

O Sultanato de Socoto (Sokoto) é um estado tradicional no norte da Nigéria, com sede na cidade de Socoto, capital do moderno estado de Socoto. Precedido pelo califado de Socoto, o Conselho foi formado em 1903 após a pacificação britânica do califado. 
O sultão de Socoto serve como o líder espiritual supremo dos muçulmanos na Nigéria e o grande xeique da ordem sufi Qadiriyya naquele país. Em 2006, Saadu Abubacar foi coroado sultão.

## História
Após a pacificação do norte da Nigéria, os britânicos estabeleceram o protetorado do norte da Nigéria para governar a região, que incluía a maior parte do Califado de Socoto e seus emirados mais importantes. Sob Luggard, os vários emires receberam significativa autonomia local, mantendo assim grande parte da organização política do califado. A área de Socoto foi tratada como apenas mais um emirado dentro do protetorado nigeriano. Por nunca ter sido conectada à rede ferroviária, tornou-se econômica e politicamente marginal.
O sultão continuou sendo considerado um importante detentor espiritual e religioso muçulmano. Até os presidentes da Nigéria buscaram seu apoio.  A conexão de linhagem com dan Fodio continuou a ser reconhecida. Um dos sultões mais significativos foi Sidique Abubacar III, que ocupou o cargo por 50 anos, de 1938 a 1988. Ele era conhecido como uma força estabilizadora na política da Nigéria, particularmente em 1966, após o assassinato de Ahmadu Bello, o primeiro-ministro do norte da Nigéria.
Após a morte de Sidique Abubacar em 1988, o ditador nigeriano Ibrahim Babangida interferiu na sucessão, nomeando Ibraim Daçuqui, um de seus parceiros de negócios, como o sultão. Grande parte do norte da Nigéria explodiu em violentos protestos contra os negócios de Daçuqui. Em 1996, o ditador nigeriano Sani Abacha o depôs, nomeando Muamadu Macido, que governou até morrer em um acidente de avião em 2006.
Devido ao seu impacto, o califado de Socoto também é reverenciado pelos islâmicos na Nigéria moderna. Por exemplo, o grupo militante jiadista Ansaru prometeu reviver o califado de Socoto para restaurar a "dignidade perdida dos muçulmanos na África negra".